# Guilielmofloweria plicata
Guilielmofloweria plicata és una espècie extinta de mamífer litoptern de la família dels proterotèrids que visqué a Sud-amèrica durant l'Eocè, fa entre 38 i 41,3 milions d'anys. Se n'han trobat restes fòssils a la província argentina de Chubut. Es tracta de l'única espècie del gènere Guilielmofloweria. Fou descrit pel paleontòleg Florentino Ameghino a partir de material provinent de la formació de Sarmiento. Ha tingut una història taxonòmica convulsa. Fou anomenat en honor de William Henry Flower, director del Museu d'Història Natural de Londres.